# Beauly Priory

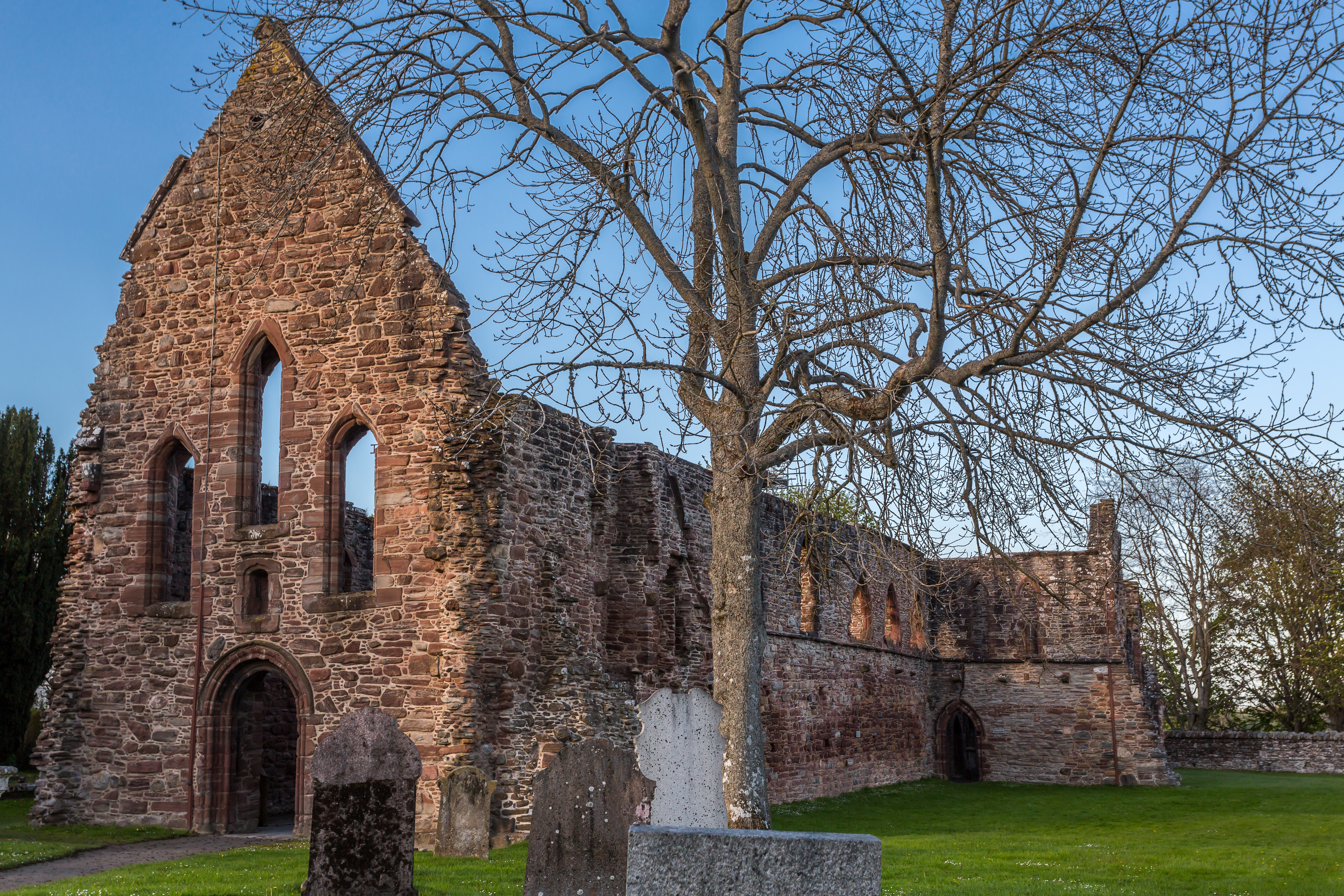
Beauly Priory

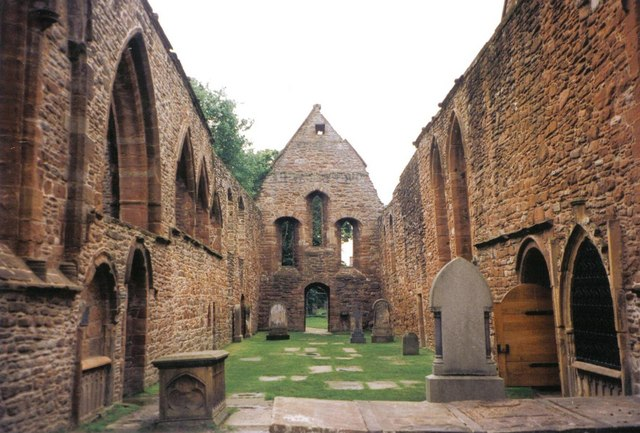
Beauly Priory

Die Beauly Priory ist eine mittelalterliche Klosterruine am River Beauly bei der schottischen Kleinstadt Beauly. Die Klostergebäude sind weitgehend verschwunden; die ehemalige Prioratskirche ist noch halbwegs gut erhalten.

## Geschichte
Das Priorat wurde in der Waldeinsamkeit in den 1230er Jahren von Mönchen des gegen Ende des 12. Jahrhunderts in Burgund, Frankreich, gegründeten Männerordens der Valliscaulianer erbaut; diese gaben dem Ort den Namen Beaulieu, aus dem später Beauly hervorging. Der Valliscaulianer-Orden ging nach seiner Unterdrückung und Aufhebung durch Papst Julius II. im Jahr 1510 im Zisterzienserorden auf. Die Ländereien des Priorats wurden im Jahr 1634 an den Bischof von Ross übereignet, der sich jedoch nur wenig um die Erhaltung der bereits verlassenen Bauten kümmerte.

## Architektur
Der einschiffige und insgesamt eher schlichte Bau ist aus Bruchsteinen errichtet, die vielleicht von Beginn an verputzt waren. Während die dreifenstrige Fassade noch weitgehend im Originalzustand erhalten ist, sind andere Teile des ca. 60 m langen und in späterer Zeit – anstelle eines Querschiffs (transept) mit Kapellenanbauten versehenen Baukörpers – durch den nachträglichen Einbau von größeren Fenstern teilweise umgestaltet worden. Die Kirche war niemals eingewölbt, sondern nur mit einem nach unten offenen Dachstuhl versehen.

## Ausstattung
In der Kirchenruine befinden sich mehrere Boden- und Wandgräber schottischer Würdenträger.